# منتخب المكسيك لاتحاد الرغبي للسيدات
منتخب المكسيك الوطني لاتحاد الرغبي للسيدات (بالإسبانية: Selección femenina de rugby 7 de México)‏ هو ممثل المكسيك الرسمي في المنافسات الدولية في سباعيات الرغبي للسيدات.